# Aya Sameshima
Aya Sameshima (鮫島 彩?) (Utsunomiya, Tochigi, Japón; 16 de junio de 1987) es una futbolista japonesa. Juega como defensa o centrocampista y su equipo actual es el Omiya Ardija Ventus de la WE League de Japón. Es internacional absoluta con la selección de Japón desde el 2008. 

## Trayectoria
En Japón ha jugado en el TEPCO Mareeze (2006-11), el Mynavi Sendai (2012-15) y el INAC Leonessa (2015-act.). También ha jugado en Estados Unidos con las Boston Breakers (WPS, 2011) y el Houston Dash (NWSL, 2014), y en Francia con el Montpellier HSC (2011-12).

## Selección nacional
Debutó con la selección japonesa en 2008. Ha sido campeona de la Copa Mundial Femenina de Fútbol en Alemania 2011, plata olímpica en Londres 2012 y subcampeona mundial en Canadá 2015.

### Participaciones en Copas del mundo
| Copa                                    | Sede     | Resultado        |
| --------------------------------------- | -------- | ---------------- |
| Copa Mundial Femenina de Fútbol de 2011 | Alemania | Campeón          |
| Copa Mundial Femenina de Fútbol de 2015 | Canadá   | Segundo lugar    |
| Copa Mundial Femenina de Fútbol de 2019 | Francia  | Octavos de final |

### Participaciones en Copa Asiática
| Copa                                     | Sede     | Resultado    |
| ---------------------------------------- | -------- | ------------ |
| Copa Asiática Femenina de la AFC de 2008 | Vietnam  | Tercer lugar |
| Copa Asiática Femenina de la AFC de 2010 | China    | Tercer lugar |
| Copa Asiática Femenina de la AFC de 2018 | Jordania | Campeón      |

### Participaciones en Juegos Olímpicos
| Copa                             | Sede        | Resultado     |
| -------------------------------- | ----------- | ------------- |
| Juegos Olímpicos de Londres 2012 | Reino Unido | Segundo lugar |

## Estadísticas

### Clubes
Actualizado al término de la temporada 2021-22.
| Club                           | Div.          | Temporada     | Liga  | Liga  | Copas nacionales | Copas nacionales | Copas de liga | Copas de liga | Total | Total |
| Club                           | Div.          | Temporada     | Part. | Goles | Part.            | Goles            | Part.         | Goles         | Part. | Goles |
| ------------------------------ | ------------- | ------------- | ----- | ----- | ---------------- | ---------------- | ------------- | ------------- | ----- | ----- |
| TEPCO Mareeze Japón            | 1.ª           | 2006          | 17    | 1     | 2                | 0                | -             | -             | 19    | 1     |
| TEPCO Mareeze Japón            | 1.ª           | 2007          | 21    | 8     | 3                | 0                | 4             | 3             | 28    | 11    |
| TEPCO Mareeze Japón            | 1.ª           | 2008          | 21    | 5     | 3                | 0                | -             | -             | 24    | 5     |
| TEPCO Mareeze Japón            | 1.ª           | 2009          | 21    | 1     | 3                | 1                | -             | -             | 24    | 2     |
| TEPCO Mareeze Japón            | 1.ª           | 2010          | 18    | 3     | 2                | 0                | 5             | 3             | 25    | 6     |
| TEPCO Mareeze Japón            | Total club    | Total club    | 98    | 18    | 13               | 1                | 9             | 6             | 120   | 25    |
| Boston Breakers Estados Unidos | 1.ª           | 2011          | 5     | 0     | -                | -                | -             | -             | 5     | 0     |
| Boston Breakers Estados Unidos | Total club    | Total club    | 5     | 0     | 0                | 0                | 0             | 0             | 5     | 0     |
| Montpellier Francia            | 1.ª           | 2011-12       | 18    | 0     | 5                | -                | -             | -             | 23    | 0     |
| Montpellier Francia            | Total club    | Total club    | 18    | 0     | 5                | 0                | 0             | 0             | 23    | 0     |
| Mynavi Sendai Japón            | 1.ª           | 2012          | 6     | 3     | 2                | 1                | -             | -             | 8     | 4     |
| Mynavi Sendai Japón            | 1.ª           | 2013          | 9     | 0     | 2                | 2                | -             | -             | 11    | 2     |
| Mynavi Sendai Japón            | 1.ª           | 2014          | 6     | 0     | 3                | 1                | -             | -             | 9     | 1     |
| Mynavi Sendai Japón            | Total club    | Total club    | 21    | 3     | 7                | 4                | 0             | 0             | 28    | 7     |
| INAC Kobe Leonessa Japón       | 1.ª           | 2015          | 20    | 0     | 5                | 0                | -             | -             | 25    | 0     |
| INAC Kobe Leonessa Japón       | 1.ª           | 2016          | 18    | 1     | 5                | 0                | 8             | 0             | 31    | 1     |
| INAC Kobe Leonessa Japón       | 1.ª           | 2017          | 17    | 0     | 2                | 0                | 5             | 0             | 24    | 0     |
| INAC Kobe Leonessa Japón       | 1.ª           | 2018          | 18    | 1     | 5                | 0                | 5             | 0             | 28    | 1     |
| INAC Kobe Leonessa Japón       | 1.ª           | 2019          | 12    | 0     | 0                | 0                | 2             | 0             | 14    | 1     |
| INAC Kobe Leonessa Japón       | 1.ª           | 2020          | 17    | 0     | 3                | 1                | -             | -             | 20    | 1     |
| INAC Kobe Leonessa Japón       | Total club    | Total club    | 102   | 2     | 20               | 1                | 20            | 0             | 142   | 4     |
| Omiya Ardija Ventus Japón      | 1.ª           | 2021-22       | 17    | 0     | 2                | -                | -             | -             | 19    | 0     |
| Omiya Ardija Ventus Japón      | Total club    | Total club    | 17    | 0     | 2                | 0                | 0             | 0             | 19    | 0     |
| Total carrera                  | Total carrera | Total carrera | 215   | 23    | 47               | 6                | 29            | 6             | 337   | 35    |

### Selección nacional
| Selección     | Temporada     | Encuentros | Encuentros |
| Selección     | Temporada     | Part.      | Goles      |
| ------------- | ------------- | ---------- | ---------- |
| Adulta Japón  | 2008          | 2          | 1          |
| Adulta Japón  | 2009          | 3          | 0          |
| Adulta Japón  | 2010          | 15         | 1          |
| Adulta Japón  | 2011          | 18         | 0          |
| Adulta Japón  | 2012          | 14         | 0          |
| Adulta Japón  | 2013          | 3          | 0          |
| Adulta Japón  | 2014          | 2          | 1          |
| Adulta Japón  | 2015          | 12         | 1          |
| Adulta Japón  | 2016          | 3          | 0          |
| Adulta Japón  | 2017          | 13         | 0          |
| Adulta Japón  | 2018          | 18         | 1          |
| Adulta Japón  | 2019          | 9          | 0          |
| Adulta Japón  | 2021          | 2          | 0          |
| Adulta Japón  | Total         | 114        | 5          |
| Total carrera | Total carrera | 114        | 5          |

## Palmarés

### Títulos nacionales
| Título                   | Club               | País  | Año  |
| ------------------------ | ------------------ | ----- | ---- |
| Copa de la Emperatriz    | INAC Kobe Leonessa | Japón | 2015 |
| Copa de la Emperatriz    | INAC Kobe Leonessa | Japón | 2016 |
| Nadeshiko League - Div.2 | TEPCO Mareeze      | Japón | 2007 |

### Títulos internacionales
| Título                                         | Club               | País      | Año  |
| ---------------------------------------------- | ------------------ | --------- | ---- |
| Copa Mundial Femenina de Fútbol                | Selección de Japón | Alemania  | 2011 |
| Juegos Asiáticos                               | Selección de Japón | China     | 2010 |
| Juegos Asiáticos                               | Selección de Japón | Indonesia | 2018 |
| Copa Asiática Femenina de la AFC               | Selección de Japón | Jordania  | 2018 |
| Campeonato Femenino de Fútbol de Asia Oriental | Selección de Japón | Japón     | 2010 |